# Anolis limifrons
Anolis limifrons es una especie de lagarto que pertenece a la familia Dactyloidae. Es nativo de Chiapas (México), Belice, Guatemala, El Salvador, Honduras, Nicaragua, Costa Rica, y Panamá.